# Discografia di James Brown
La carriera di James Brown, considerato uno degli artisti più influenti di sempre, si estende dal 1958 fino al 2006, anno della sua morte.
La sua discografia comprende 59 album in studio, oltre a numerosi dischi live e raccolte.

## Album in studio
| Anno | Titolo                                                                                                 | Massima posizione in classifica | Massima posizione in classifica | Massima posizione in classifica | Massima posizione in classifica | Massima posizione in classifica |
| Anno | Titolo                                                                                                 | US                              | US R&B                          | CAN                             | SWI                             | UK                              |
| ---- | --- | ------------------------------- | ------------------------------- | ------------------------------- | ------------------------------- | ------------------------------- |
| 1958 | Please Please Please ( sotto il nome "James Brown and The Famous Flames")                              | —                               | —                               | —                               | —                               | —                               |
| 1959 | Try Me! ( sotto il nome "James Brown and The Famous Flames")                                           | —                               | —                               | —                               | —                               | —                               |
| 1960 | Think! ( sotto il nome "James Brown and The Famous Flames")                                            | —                               | —                               | —                               | —                               | —                               |
| 1961 | The Amazing James Brown ( sotto il nome "James Brown and The Famous Flames")                           | —                               | —                               | —                               | —                               | —                               |
| 1962 | James Brown and His Famous Flames Tour the U.S.A. ( sotto il nome "James Brown and The Famous Flames") | —                               | —                               | —                               | —                               | —                               |
| 1963 | Prisoner of Love                                                                                       | 73                              | —                               | —                               | —                               | —                               |
| 1964 | Showtime                                                                                               | 61                              | —                               | —                               | —                               | —                               |
| 1964 | Grits & Soul                                                                                           | 124                             | 9                               | —                               | —                               | —                               |
| 1964 | Out of Sight                                                                                           | —                               | —                               | —                               | —                               | —                               |
| 1965 | James Brown Plays James Brown Today & Yesterday                                                        | 42                              | 3                               | —                               | —                               | —                               |
| 1966 | Mighty Instrumentals                                                                                   | —                               | —                               | —                               | —                               | —                               |
| 1966 | James Brown Plays New Breed (The Boo-Ga-Loo)                                                           | 101                             | —                               | —                               | —                               | —                               |
| 1966 | James Brown Sings Christmas Songs                                                                      | —                               | —                               | —                               | —                               | —                               |
| 1966 | Handful of Soul                                                                                        | 135                             | 24                              | —                               | —                               | —                               |
| 1967 | James Brown Sings Raw Soul                                                                             | 88                              | —                               | —                               | —                               | —                               |
| 1967 | James Brown Plays the Real Thing                                                                       | 164                             | 27                              | —                               | —                               | —                               |
| 1967 | Cold Sweat (sotto il nome "James Brown and The Famous Flames")                                         | 35                              | 5                               | —                               | —                               | —                               |
| 1968 | I Can't Stand Myself When You Touch Me                                                                 | 17                              | 4                               | —                               | —                               | —                               |
| 1968 | I Got the Feelin'                                                                                      | 135                             | —                               | —                               | —                               | —                               |
| 1968 | James Brown Plays Nothing But Soul                                                                     | 150                             | —                               | —                               | —                               | —                               |
| 1968 | Thinking About Little Willie John and a Few Nice Things                                                | —                               | —                               | —                               | —                               | —                               |
| 1968 | A Soulful Christmas                                                                                    | —                               | —                               | —                               | —                               | —                               |
| 1969 | Say It Loud – I'm Black and I'm Proud                                                                  | 53                              | 6                               | —                               | —                               | —                               |
| 1969 | Gettin' Down to It                                                                                     | 99                              | 26                              | —                               | —                               | —                               |
| 1969 | The Popcorn                                                                                            | —                               | —                               | —                               | —                               | —                               |
| 1969 | It's a Mother                                                                                          | 26                              | —                               | 49                              | —                               | —                               |
| 1970 | Ain't It Funky                                                                                         | 43                              | 5                               | —                               | —                               | —                               |
| 1970 | Soul on Top                                                                                            | 125                             | 12                              | —                               | —                               | —                               |
| 1970 | It's a New Day – Let a Man Come In                                                                     | —                               | 19                              | —                               | —                               | —                               |
| 1970 | Hey America                                                                                            | —                               | —                               | —                               | —                               | —                               |
| 1971 | Sho Is Funky Down Here                                                                                 | 137                             | 26                              | —                               | —                               | —                               |
| 1971 | Hot Pants                                                                                              | 22                              | 4                               | —                               | —                               | —                               |
| 1972 | There It Is                                                                                            | 60                              | 10                              | —                               | —                               | —                               |
| 1972 | Get on the Good Foot                                                                                   | 68                              | 8                               | —                               | —                               | —                               |
| 1973 | Black Caesar                                                                                           | 31                              | 2                               | —                               | —                               | —                               |
| 1973 | Slaughter's Big Rip-Off                                                                                | 92                              | 15                              | —                               | —                               | —                               |
| 1973 | The Payback                                                                                            | 34                              | 1                               | 92                              | —                               | —                               |
| 1974 | Hell                                                                                                   | 35                              | 2                               | 78                              | —                               | —                               |
| 1974 | Reality                                                                                                | 56                              | 11                              | —                               | —                               | —                               |
| 1975 | Sex Machine Today                                                                                      | 103                             | 24                              | 60                              | —                               | —                               |
| 1975 | Everybody's Doin' the Hustle & Dead on the Double Bump                                                 | —                               | —                               | —                               | —                               | —                               |
| 1976 | Hot | —                               | —                               | —                               | —                               | —                               |
| 1976 | Get Up Offa That Thing                                                                                 | 147                             | 24                              | 12                              | —                               | —                               |
| 1976 | Bodyheat                                                                                               | 126                             | 20                              | —                               | —                               | —                               |
| 1977 | Mutha's Nature                                                                                         | —                               | 38                              | —                               | —                               | —                               |
| 1978 | Jam 1980's                                                                                             | —                               | 32                              | —                               | —                               | —                               |
| 1978 | Take a Look at Those Cakes                                                                             | —                               | —                               | —                               | —                               | —                               |
| 1979 | The Original Disco Man                                                                                 | 152                             | 37                              | —                               | —                               | —                               |
| 1980 | People                                                                                                 | —                               | —                               | —                               | —                               | —                               |
| 1980 | Soul Syndrome                                                                                          | —                               | —                               | —                               | —                               | —                               |
| 1981 | Nonstop!                                                                                               | —                               | —                               | —                               | —                               | —                               |
| 1983 | Bring It On!                                                                                           | —                               | —                               | —                               | —                               | —                               |
| 1986 | Gravity                                                                                                | 156                             | 39                              | —                               | —                               | 85                              |
| 1988 | I'm Real                                                                                               | 96                              | 15                              | —                               | 19                              | 27                              |
| 1991 | Love Over-Due                                                                                          | —                               | 51                              | —                               | 35                              | —                               |
| 1993 | Universal James                                                                                        | —                               | 68                              | —                               | 34                              | —                               |
| 1998 | I'm Back                                                                                               | —                               | —                               | —                               | —                               | —                               |
| 1999 | The Merry Christmas Album                                                                              | —                               | —                               | —                               | —                               | —                               |
| 2002 | The Next Step                                                                                          | —                               | 72                              | —                               | —                               | —                               |

## Album dal vivo
| Anno | Titolo                                                                                 | Massima posizione in classifica | Massima posizione in classifica | Massima posizione in classifica |
| Anno | Titolo                                                                                 | US                              | US R&B                          | GER                             |
| ---- | -------------------------------------------------------------------------------------- | ------------------------------- | ------------------------------- | ------------------------------- |
| 1963 | Live at the Apollo ( sotto il nome "James Brown and The Famous Flames")                | 2                               | —                               | —                               |
| 1964 | Pure Dynamite!, Live at the Royal ( sotto il nome "James Brown and The Famous Flames") | 10                              | —                               | —                               |
| 1967 | The James Brown Show                                                                   | —                               | —                               | —                               |
| 1967 | Live at the Garden ( sotto il nome "James Brown and The Famous Flames")                | 41                              | 6                               | —                               |
| 1968 | Live at the Apollo, Volume II ( sotto il nome "James Brown and The Famous Flames")     | 32                              | 2                               | 32                              |
| 1970 | Sex Machine                                                                            | 29                              | 4                               | —                               |
| 1971 | Super Bad                                                                              | 61                              | 4                               | —                               |
| 1971 | Revolution of the Mind, Live at the Apollo, Volume III                                 | 39                              | 7                               | —                               |
| 1980 | Hot on the One                                                                         | —                               | —                               | —                               |
| 1981 | Live in New York                                                                       | —                               | —                               | —                               |
| 1988 | Live at Chastain Park                                                                  | —                               | —                               | —                               |
| 1989 | Soul Session Live                                                                      | —                               | —                               | —                               |
| 1992 | Love, Power, Peace, Live at the Olympia, Paris 1971                                    | —                               | —                               | —                               |
| 1995 | Live at the Apollo 1995                                                                | —                               | —                               | —                               |
| 1998 | Say It Live and Loud, Live in Dallas 08.26.68                                          | —                               | —                               | —                               |
| 2016 | Live at the Apollo, Volume IV: September 13–14, 1972                                   | —                               | 45                              | —                               |
| 2019 | Live at Home with His Bad Self                                                         | —                               | —                               | —                               |

## Raccolte
| Anno | Titolo                                                       | Massima posizione in classifica | Massima posizione in classifica | Massima posizione in classifica | Massima posizione in classifica |
| Anno | Titolo                                                       | US                              | US R&B                          | SWI                             | UK                              |
| ---- | ------------------------------------------------------------ | ------------------------------- | ------------------------------- | ------------------------------- | ------------------------------- |
| 1961 | James Brown Presents His Band                                | —                               | —                               | —                               | —                               |
| 1962 | Good, Good, Twistin'                                         | —                               | —                               | —                               | —                               |
| 1965 | Papa's Got a Brand New Bag                                   | 26                              | 2                               | —                               | —                               |
| 1966 | I Got You (I Feel Good)                                      | 36                              | 3                               | —                               | —                               |
| 1966 | It's a Man's Man's Man's World                               | 90                              | —                               | —                               | —                               |
| 1972 | Soul Classics                                                | 83                              | 13                              | —                               | —                               |
| 1973 | Soul Classics, Volume II                                     | —                               | 31                              | —                               | —                               |
| 1977 | Solid Gold, 30 Golden Hits                                   | —                               | —                               | —                               | —                               |
| 1977 | The Fabulous James Brown                                     | —                               | —                               | —                               | —                               |
| 1981 | Can Your Heart Stand It?                                     | —                               | —                               | —                               | —                               |
| 1981 | The Best of James Brown                                      | —                               | —                               | —                               | —                               |
| 1984 | The Federal Years, Part I                                    | —                               | —                               | —                               | —                               |
| 1984 | The Federal Years, Part II                                   | —                               | —                               | —                               | —                               |
| 1984 | Roots of a Revolution, 1956–1965                             | —                               | —                               | —                               | —                               |
| 1984 | Ain't That a Groove, 1966–1969                               | —                               | —                               | —                               | —                               |
| 1984 | Doing It to Death, 1970–1973                                 | —                               | —                               | —                               | —                               |
| 1985 | Dead on the Heavy Funk, 1974–1976                            | —                               | —                               | —                               | —                               |
| 1985 | The CD of JB: (Sex Machine and Other Soul Classics)          | —                               | —                               | —                               | —                               |
| 1986 | The LP of JB                                                 | —                               | —                               | —                               | —                               |
| 1986 | In the Jungle Groove                                         | —                               | —                               | —                               | —                               |
| 1987 | The CD of JB II, Cold Sweat and Other Soul Classics          | —                               | —                               | —                               | —                               |
| 1987 | The Best of James Brown                                      | —                               | —                               | —                               | 17                              |
| 1988 | Motherlode                                                   | —                               | —                               | —                               | —                               |
| 1988 | The Great James Brown, Soul Brother Number One               | —                               | —                               | —                               | —                               |
| 1990 | Dance Machine                                                | —                               | —                               | —                               | —                               |
| 1991 | Messin' with the Blues                                       | —                               | —                               | —                               | —                               |
| 1991 | Star Time                                                    | —                               | 89                              | —                               | —                               |
| 1991 | 20 All-Time Greatest Hits!                                   | 133                             | 99                              | —                               | —                               |
| 1991 | Sex Machine, The Very Best of James Brown                    | —                               | —                               | —                               | 19                              |
| 1992 | Greatest Hits of the Fourth Decade                           | —                               | —                               | —                               | —                               |
| 1995 | Living in America                                            | —                               | —                               | —                               | —                               |
| 1995 | Roots of a Revolution 1956–1963                              | —                               | —                               | —                               | —                               |
| 1995 | Roots of a Revolution 1956–1963                              | —                               | —                               | —                               | —                               |
| 1995 | James Brown's Funky Christmas                                | —                               | —                               | —                               | —                               |
| 1996 | Foundations of Funk, A Brand New Bag, 1964–1969              | —                               | —                               | —                               | —                               |
| 1996 | Funk Power 1970, A Brand New Thang                           | —                               | —                               | —                               | —                               |
| 1996 | Make It Funky, The Big Payback, 1971–1975                    | —                               | —                               | —                               | —                               |
| 1996 | JB40 - 40th Anniversary Collection                           | —                               | —                               | —                               | —                               |
| 1998 | Dead on the Heavy Funk, 1975–1983                            | —                               | —                               | —                               | —                               |
| 2001 | Classic James Brown, Universal Masters Collection            | —                               | —                               | —                               | —                               |
| 2002 | The Godfather, The Very Best of James Brown                  | —                               | —                               | 61                              | 30                              |
| 2003 | Classic James Brown, Volume II, Universal Masters Collection | —                               | —                               | —                               | —                               |
| 2003 | 20th Century Masters, The Christmas Collection               | —                               | —                               | —                               | —                               |
| 2003 | 50th Anniversary Collection                                  | —                               | —                               | —                               | —                               |
| 2006 | The Singles, Volume I: The Federal Years, 1956–1960          | —                               | —                               | —                               | —                               |
| 2007 | The Singles, Volume II: 1960–1963                            | —                               | —                               | —                               | —                               |
| 2007 | The Singles, Volume III: 1964–1965                           | —                               | —                               | —                               | —                               |
| 2007 | A Family Affair (con le figlie Yamma e Venisha)              | —                               | —                               | —                               | —                               |
| 2007 | The Singles, Volume IV: 1966–1967                            | —                               | —                               | —                               | —                               |
| 2007 | Number 1's                                                   | —                               | —                               | —                               | —                               |
| 2008 | Soul Brother No. 1                                           | 170                             | —                               | —                               | —                               |
| 2008 | The Singles, Volume V: 1967–1969                             | —                               | —                               | —                               | —                               |
| 2009 | The Singles, Volume VI: 1969–1970                            | —                               | —                               | —                               | —                               |
| 2009 | The Singles, Volume VII: 1970–1972                           | —                               | —                               | —                               | —                               |
| 2009 | The Singles, Volume VIII: 1972–1973                          | —                               | —                               | —                               | —                               |
| 2010 | Icon                                                         | —                               | —                               | —                               | —                               |
| 2010 | The Singles, Volume IX: 1973–1975                            | —                               | —                               | —                               | —                               |
| 2010 | The Complete James Brown Christmas                           | —                               | —                               | —                               | —                               |
| 2011 | The Singles, Volume X: 1975–1979                             | —                               | —                               | —                               | —                               |
| 2011 | The Singles, Volume XI: 1979–1981                            | —                               | —                               | —                               | —                               |
| 2014 | Get On Up, The James Brown Story                             | 61                              | 9                               | —                               | —                               |

## Singoli (parziale)
- 1956 - Please, Please, Please/Why Do You Do Me (Federal Records, 12258)
- 1956 - I Don't Know/I Feel That Old Feeling Coming On (Federal Records, 12264)
- 1956 - No, No, No, No/Hold My Baby's Hand (Federal Records, 12277)
- 1957 - Just Won't Do Right/Let's Make It (Federal Records, 12289)
- 1957 - Chonnie-On-Chon/I Won't Plead No More (Federal Records, 12290)
- 1957 - Gonna Try/Can't Be The Same (Federal Records, 12292)
- 1957 - You're Mine, You're Mine/I Walked Alone (Federal Records, 12300)
- 1957 - That Dood It/Baby Cries Over The Ocean (Federal Records, 12311)
- 1958 - Begging, Begging/That's When I Lost My Heart (Federal Records, 12316)
- 1958 - Try Me (I Need You)/Tell Me What I Did Wrong (Federal Records, 12337)
- 1959 - I Want You So Bad (R&B N° 20)
- 1959 - I've Got To Change (R&B N° 26)
- 1960 - (Do The) Mashed Potatoes (Part 1) [a nome "Nat Kendrick & Swans"] (R&B N° 8)
- 1960 - I'll Go Crazy (R&B N° 15)
- 1960 - Think (R&B N° 5, U.S. N° 33)
- 1960 - You've Got the Power (R&B N° 14, U.S. N° 86)
- 1960 - This Old Heart (R&B N° 18, U.S. N° 79)
- 1960 - The Bells (R&B N° 11, U.S. N° 68)
- 1961 - Bewildered (R&B N° 8, U.S. N° 40)
- 1961 - I Don't Mind (R&B N° 4, U.S. N° 47)
- 1961 - Baby, You're Right (R&B N° 2 [1 week], U.S. N° 49)
- 1961 - Just You and Me, Darling (R&B N° 17)
- 1961 - Lost Someone (R&B N° 2 [4 weeks])
- 1962 - Night Train (R&B N° 5, U.S. N° 35)
- 1962 - Shout and Shimmy (R&B N° 13, U.S. N° 61)
- 1962 - Mashed Potatoes U.S.A. (R&B N° 15, U.S. N° 82)
- 1962 - Three Hearts in a Tangle (A-side) (U.S. N° 18)
- 1962 - I've Got Money (B-side) (U.S. N° 93)
- 1963 - Like a Baby (U.S. N° 24)
- 1963 - Every Beat of My Heart (U.S. N° 99)
- 1963 - Prisoner of Love (R&B N° 6, U.S. N° 9)
- 1963 - These Foolish Things (R&B N° 25, U.S. 55)
- 1963 - Signed, Sealed and Delivered (U.S. N° 77)
- 1963 - Oh Baby Don't You Weep – Pt. 1 (R&B N° 4, U.S. N° 23)
- 1964 - Please, Please, Please (overdubbed) (U.S. N° 95)
- 1964 - Have Mercy Baby
- 1965 - Papa's Got a Brand New Bag – Pt. 1 (R&B N° 1, U.S. N° 8)
- 1965 - I Got You (I Feel Good) (R&B N° 1, U.S. N° 3)
- 1965 - Lost Someone (live) (U.S. N° 94)
- 1965 - I'll Go Crazy (live) (R&B N° 28, U.S. N° 73)
- 1966 - Ain't That a Groove – Pts. 1 & 2 (R&B N° 6, U.S. N° 42)
- 1966 - It's a Man's Man's Man's World (R&B N° 1, U.S. N° 8)
- 1966 - Money Won't Change You – Pt. 1 (U.S. N° 53)
- 1966 - Don't Be a Drop-Out (R&B N° 4, U.S. 50)
- 1966 - Sweet Little Baby Boy – Pt. 1 (U.S. N° 8)
- 1966 - Bring It Up (Hipster's Avenue) (R&B N° 7, U.S. N° 29)
- 1967 - Kansas City (R&B N° 21, U.S. N° 55)
- 1967 - Think (duetto con Vicki Anderson) (U.S. N° 100)
- 1967 - Let Yourself Go (R&B N° 5, U.S. N° 46)
- 1967 - Cold Sweat – Pt. 1 (R&B N° 1, U.S. N° 7) - Grammy Hall of Fame Award 2016
- 1967 - Get It Together – Pt. 1 (R&B N° 11, U.S. 40)
- 1967 - I Can't Stand Myself (When You Touch Me) (R&B N° 4, U.S. N° 28)
- 1967 - There Was a Time (R&B N° 3, U.S. N° 36)
- 1968 - America Is My Home, Pt. 1 (R&B N° 13, U.S. N° 52)
- 1968 - Goodbye My Love (U.S. N° 31)
- 1968 - I Can't Stand Myself (When You Touch Me) (R&B N° 4, U.S. N° 28)
- 1968 - I Got the Feelin' (R&B N° 1, U.S. N° 6)
- 1968 - I Guess I'll Have to Cry, Cry, Cry (R&B N° 15, U.S. N° 55)
- 1968 - Licking Stick - Licking Stick - Part 1 (R&B N° 2, U.S. N° 14)
- 1968 - Say It Loud - I'm Black and I'm Proud - Part 1 (R&B N° 1, U.S. N° 10)
- 1968 - There Was a Time (R&B N° 3, U.S. N° 36)
- 1968 - Tit For Tat (Ain't No Taking Back) (U.S. N° 86)
- 1968 - You've Got to Change Your Mind (R&B N° 47)
- 1969 - Ain't It Funky Now (R&B N° 3, U.S. N° 24)
- 1969 - Give It Up or Turnit a Loose (R&B N° 1, U.S. N° 15)
- 1969 - I Don't Want Nobody to Give Me Nothing (Open Up the Door, I'll Get It Myself) (R&B N° 3, U.S. N° 20)
- 1969 - Let a Man Come In and Do the Popcorn - Part One (R&B N° 2, U.S. N° 21)
- 1969 - Lowdown Popcorn (R&B N° 16, U.S. N° 41)
- 1969 - Mother Popcorn (You Got To Have A Mother For Me) Part 1(R&B N° 1, U.S. N° 11)
- 1969 - The Popcorn (R&B N° 11, U.S. N° 30)
- 1970 - Ain't It Funky Now (U.S. N° 24)
- 1970 - Brother Rapp - Part 1 & Part 2 (U.S. N° 32)
- 1970 - Funky Drummer - Part 1 (R&B N° 20, U.S. N° 51)
- 1970 - Get Up (I Feel like Being a) Sex Machine (Part 1) (R&B N° 2, U.S. N° 15)
- 1970 - It's a New Day - Part 1 & Part 2 (U.S. N° 32)
- 1970 - Santa Claus Is Definitely Here to Stay (U.S. N° 7)
- 1970 - Super Bad - Part 1 & Part 2 (R&B N° 1, U.S. N° 13)
- 1970 - Get Up, Get into It, Get Involved (R&B N° 26)
- 1971 - Escape-ism - Part 1 (R&B N° 6, U.S. N° 35)
- 1971 - Hot Pants - Part 1 (R&B N° 1, U.S. N° 15)
- 1971 - Make It Funky - Part 1 (R&B N° 1, U.S. N° 22)
- 1971 - My Part/Make It Funky - Part 3 (R&B N° 68)
- 1971 - I'm a Greedy Man - Part 1 (R&B N° 7, U.S. N° 35)
- 1972 - Talkin' Loud and Sayin' Nothing (R&B N° 1, U.S. N° 27)
- 1972 - King Heroin (R&B N° 6, U.S. N° 40)
- 1972 - There It Is - Part 1 (R&B N° 4, U.S. N° 43)
- 1972 - Honky Tonk - Part 1 (R&B N° 1, U.S. N° 2)
- 1972 - Get on the Good Foot - Part 1 (R&B N° 1, U.S. N° 18)
- 1972 - I Got a Bag of My Own (R&B N° 3, U.S. N° 44)
- 1972 - What My Baby Needs Now Is a Little More Lovin' (R&B N° 17, U.S. N° 56)
- 1972 - I Got Ants in My Pants - Part 1 (R&B N° 4, U.S. N° 27)
- 1973 - Down and Out in New York City (R&B N° 13, U.S. N° 50)
- 1973 - Think (nuova versione)
- 1973 - Sexy, Sexy, Sexy (R&B N° 6, U.S. N° 50)
- 1973 - Stoned to the Bone — Part 1 (R&B N° 4, U.S. N° 58)
- 1974 - The Payback — Part 1 (R&B N° 1, U.S. N° 26)
- 1974 - My Thang (R&B N° 1, U.S. N° 29)
- 1974 - Papa Don't Take No Mess - Part 1 (R&B N° 1, U.S. N° 31)
- 1974 - Funky President (People It's Bad) (R&B N° 4)
- 1974 - Coldblooded (U.S. N° 99)
- 1975 - Reality (R&B N° 19, U.S. N° 80)
- 1975 - Sex Machine - Part 1 (R&B N° 2, U.S. N° 15)
- 1975 - Hustle!!! (Dead on It) (R&B N° 11)
- 1975 - Superbad, Superslick - Part 1 (R&B N° 28)
- 1975 - Hot (I Need to Be Loved, Loved, Loved) (R&B N° 31)
- 1976 - (I Love You) For Sentimental Reasons (R&B N° 70)
- 1976 - Get Up Offa That Thing (R&B N° 4, U.S. N° 34)
- 1976 - I Refuse to Lose (R&B N° 47)
- 1976 - Bodyheat - Part 1 (R&B N° 13, U.S. N° 88)
- 1977 - Kiss in 77 (R&B N° 35)
- 1977 - Give Me Some Skin (R&B N° 20)
- 1977 - If You Don't Give a Doggone About It (R&B N° 45)
- 1978 - Eyesight (R&B N° 38)
- 1978 - The Spank (R&B N° 26)
- 1979 - For Goodness Sakes, Look at Those Cakes - Part I (R&B N° 52)
- 1979 - It's Too Funky in Here (R&B N° 15)
- 1979 - Star Generation (R&B N° 63)
- 1980 - Rapp Payback (Where Iz Moses) (R&B N° 46)
- 1980 - Regrets (R&B N° 63)
- 1981 - Stay with Me (R&B N° 80)
- 1983 - The Night Time Is the Right Time (To Be with the One that You Love) (R&B N° 73)
- 1984 - Unity - Part 1 (con Afrika Bambaataa) (R&B N° 87)
- 1985 - Living in America (R&B N° 10, U.S. N° 4)
- 1986 - Gravity (R&B N° 26, U.S. N° 93)
- 1987 - How Do You Stop (R&B N° 10)
- 1988 - I'm Real (R&B N° 2)
- 1988 - Static, Pts. 1 & 2 (R&B N° 5)
- 1991 - (So Tired of Standing Still We Got to) Move On (R&B N° 48)
- 1993 - Can't Get Any Harder (R&B N° 76)
- 1993 - Georgia-Lina
- 1995 - Respect Me
- 1996 - Hooked On Brown
- 1998 - Funk On Ah Roll
- 2001 - School Is In